# The Jewel in the Crown
The Jewel in the Crown é uma série de televisão britânica de 1984 baseada no romance de Paul Scott, The Raj Quartet. O programa ganhou 23 prêmios, incluindo um Emmy Primetime, e um Globo de Ouro de melhor minissérie ou filme para televisão nos Estados Unidos e cinco prêmios BAFTA Awards, incluindo Melhor Série Dramática.

## Elenco
- Peggy Ashcroft - Barbara Batchelor
- Janet Henfrey - Edwina Crane
- Derrick Branche - Ahmed Kasim
- Charles Dance - Sgt Guy Perron
- Geraldine James - Sarah Layton
- Rachel Kempson - Lady Ethel Manners
- Art Malik - Hari Kumar
- Wendy Morgan - Susan Layton
- Judy Parfitt - Mildred Layton
- Tim Pigott-Smith - Supt./Capt/Maj/Lt Col Ronald Merrick
- Eric Porter - Count Dmitri Bronowsky
- Susan Wooldridge - Daphne Manners
- Ralph Arliss - Capt. Samuels
- Geoffrey Beevers - Capt Kevin Coley
- James Bree - Maj/Lt Col Arthur Grace
- Jeremy Child - Robin White
- Warren Clarke - Cpl "Sophie" Dixon
- Rowena Cooper - Connie White
- Anna Cropper -  Nicky Paynton
- Fabia Drake - Mabel Layton
- Nicholas Farrell - Edward "Teddie" Bingham
- Matyelok Gibbs - Sister Ludmila Smith
- Carol Gillies - Clarissa Peplow
- Rennee Goddard - Dr Anna Klaus
- Jonathan Haley e Nicholas Haley - Edward Bingham Jr
- Saeed Jaffrey - the Nawab of Mirat
- Karan Kapoor - Colin Lindsey
- Rashid Karapiet - Judge Menen
- Kamini Kaushal - Shalini Sengupta
- Rosemary Leach - Fenella "Fenny" Grace
- David Leland - Capt Leonard Purvis
- Nicholas Le Prevost - Capt Nigel Rowan
- Marne Maitland - Pandit Baba
- Jamila Massey - Maharanee Aimee
- Zia Mohyeddin - Mohammad Ali Kasim
- Salmaan Peerzada - Sayed Kasim
- Om Puri - Mr de Souza
- Stephen Riddle - Capt Dicky Beauvais
- Norman Rutherford - Edgar Maybrick
- Dev Sagoo -  S.V. Vidyasagar
- Zohra Sehgal - Lili Chatterjee
- Frederick Treves - Lt Col John Layton
- Stuart Wilson - Capt James Clark
- Leslie Grantham - Signals Sergeant